# Epea
Epea (en griego, Έπια, cuyo significado es «elevada») es el nombre de una antigua ciudad griega de Mesenia. 
Se trataba de una de las siete ciudades mesenias que, según narra Homero en la Ilíada, fueron ofrecidas por Agamenón a Aquiles a cambio de que este depusiera su ira.
Pausanias comentaba que Epea era el nombre antiguo de la ciudad llamada Corone. Estrabón, sin embargo, era de la opinión de que debía identificarse con Turia y, además, mencionaba que había también quienes opinaban que debía identificarse con Metone.
Sin embargo, entre los estudiosos de la actualidad, se ha sugerido que la identificación de Epea debe situarse en el yacimiento arqueológico de Nijoria, situado cerca del pueblo de Rizómylos, donde hay restos micénicos. Se trata de un lugar que nada tiene que ver con las posibilidades apuntadas por Estrabón o Pausanias.